# Spilopelia
Spilopelia es un reducido género de aves columbiformes perteneciente a la familia Columbidae. Sus especies se distribuyen por África y Asia, llegando hasta las islas menores de la Sonda por oriente y los Balcanes por occidente. Sus dos miembros son tórtolas que anteriormente se clasificaban en el género Streptopelia, pero fueron separados cuando se comprobaron sus diferencias genéticas, además de las morfológicas y de comportamiento. 

## Especies
El género está compuesto por las siguientes dos especies:
- Spilopelia chinensis – tórtola moteada;
- Spilopelia senegalensis – tórtola senegalesa.